# До завтра (фільм, 1929)
«До завтра» (рос. «До завтра») — білоруський радянський художній фільм 1929 року режисера Юрія Тарича.

## Сюжет
Західна Білорусь. Діти білорусів вчаться в спеціальній гімназії, діти-сироти живуть в гімназичному притулку в жебрацьких умовах: начальниця притулку привласнює речі і продукти, що надсилаються в благодійних посилках. Гімназисти проявляють інтерес до життя в Радянській Білорусі, читають радянські газети. За доносом сина начальниці притулку, який також навчається в цій гімназії, за поширення нелегальної літератури заарештовують учня старших класів. Гімназисти оголошують бойкот Борису...

## У ролях
- Георгій Самойлов
- Клавдія Чебишева
- Микола Прозоровський
- Микола Вітовта
- Леонід Данилов
- Іван Худолеєв
- Роза Свердлова

## Творча група
- Сценарій: Юрій Тарич
- Режисер: Юрій Тарич
- Оператор: Наум Наумов-Страж, Давид Шлюглейт
- Композитор: